# Liste der Baudenkmale in Groß Laasch
In der Liste der Baudenkmale in Groß Laasch sind alle Baudenkmale der Gemeinde Groß Laasch (Landkreis Ludwigslust-Parchim) und ihrer Ortsteile aufgelistet (Stand: Januar 2021). 

## Groß Laasch
| ID | Lage                                    | Bezeichnung                                                    | Beschreibung | Bild                                             |
| -- | --------------------------------------- | -------------------------------------------------------------- | --- | ------------------------------------------------ |
|    | ehemals B 106, jetzt L 72               | KZ-Gedenkstein und Rest des ehemaligen KZ-Lagers               | Das Konzentrationslager Wöbbelin war ein temporäres Außenlager des Konzentrationslagers Neuengamme und diente als Auffanglager nach der Auflösung anderer Lager. Es bestand nur kurz vom 12. Februar 1945 bis zum 2. Mai 1945. | KZ-Gedenkstein und Rest des ehemaligen KZ-Lagers |
|    | B 191                                   | Meilenstein                                                    | | Meilenstein                                      |
|    | im Wald ca. 1,5 km südöstlich des Ortes | Anna-Kahlstorf-Stein (im Wald ca. 1,5 km südöstlich des Ortes) | |                                                  |
|    | Dorfplatz                               | Gefallenengedenkstein 1870/71                                  | |                                                  |
|    | Dorfplatz                               | Gefallenendenkmal 1914/18                                      | |                                                  |
|    | im Wald nordwestlich des Ortes          | Jägerstein (im Wald nordwestlich des Ortes)                    | |                                                  |
|    | (Karte)                                 | Kirche mit umgebender Trockenmauer                             | Die Kirche von Groß Laasch wurde 1791 als einschiffiger, dreiseitig geschlossener Backsteinbau errichtet. | Kirche mit umgebender Trockenmauer               |
|    |                                         | Kirchhof mit Kriegermahnmal und Grabplatte                     | |                                                  |
|    | Ludwigsluster Straße 51 (Karte)         | Gasthof mit Stall                                              | |                                                  |
|    | Ludwigsluster Straße 58 (Karte)         | Bauernhaus                                                     | |                                                  |
|    | Ludwigsluster Straße 60 (Karte)         | Pfarrgehöft mit Wohnhaus und Backhaus/Stall                    | |                                                  |
|    | Ludwigsluster Straße 72 (Karte)         | Hallenhaus                                                     | |                                                  |